# Regional Cooperation Initiative for the elimination of the Lord’s Resistance Army
Die Regional Cooperation Initiative for the Elimination of the Lord’s Resistance Army oder RCI‐LRA (Regionale Kooperationsinitiative zur Beseitigung der Lord’s Resistance Army) war eine von der Afrikanischen Union (AU) ausgehende Initiative verschiedener Staaten zur Bekämpfung der Lord’s Resistance Army (LRA).
Organisiert war die RCI-LRA in drei Komponente: Einer politischen Komponente, einer militärischen Komponente und einer logistischen Komponente. Der Joint Coordination Mechanism (JCM) ist die politische Komponente der RCI-LRA und koordiniert die strategische Arbeit und Kommunikation der AU, der Länder, welche von der LRA betroffen sind, und der internationalen Partner. Zum JCM gehören der Commissioner for Peace and Security (Kommissar für Frieden und Sicherheit) und die Verteidigungsminister der betroffenen Länder. Die Regional Task Force (RTF) ist die militärische Komponente. Sie darf 5000 Soldaten umfassen. In Yambio befindet sich das Hauptquartier, welches die Logistik, als dritte Komponente, koordiniert.
Die RCI-LRA wurde am 22. November 2011 von der AU autorisiert. Dabei ist zu beachten, dass die Initiative nicht von der AU mandatiert wurde wie andere internationale Friedenseinsätze ähnlicher Art. Mit der Autorisation waren die beteiligten nationalen Truppenkontingente nicht der AU unterstellt, sondern weiterhin Teil ihrer nationalen Befehlsketten. Die AU beschränkte sich darauf,  die Logistik zu stellen und erhöhte den Druck der beteiligten Nationen sich miteinander zu koordinieren. Später sprach man dann aber trotzdem von einem Mandat und dieses endete am 20. September 2018.
Darüber hinaus gibt es noch den AU Special Envoy for LRA issues (AU-Sondergesandter für LRA-Fragen). Der Amtsinhaber  ist  für die politische und strategische Koordination verantwortlich. Auch ist er dafür verantwortlich  für die Opfer der LRA Unterstützung zu mobilisieren, den Wiederaufbau zerstörter Dörfer einzuleiten und Rehabilitationsmaßnahmen in  den von der LRA betroffenen Gebiete durchzuführen. Erster Sondergesandter war vom 23. November 2011 Francisco Caetano José Madeira. Als zweiter Sondergesandter wurde Kiprono Tuwei ab 10. Juli 2014 ernannt.